# Arkhon Infaustus
Arkhon Infaustus est un groupe de black et death metal français, originaire de Paris, en Île-de-France. Il est formé en 1997 par Dk Deviant et 666 Torturer. L'activité du groupe est en suspens depuis 2009. En 2012, Toxik H annonce dans une interview pour le groupe Kickback la dissolution du groupe.
En 2017 Dk Deviant annonce la reformation du groupe. Ils sortiront un EP la même année.

## Biographie
Arkon Infaustus est formé à la fin de 1997 par Dk Deviant, rejoint par Torturer,. Ils enregistrent d'abord un EP intitulé In Sperma Infernum publié au label Mordgrimm, édité à 666 exemplaires. Ils signent ensuite au label Spikekult Records et publient un autre EP intitulé Dead Cunt Maniac en 2000. Celui-ci leur permet de signer au label Osmose Productions. Leur premier album, Hell Injection, est publié en 2001 et édité à 500 exemplaires. Après leur deuxième album, Filth Catalyst, publié en 2002, ils partent en tournée avec Mortician. Ils font ensuite un split avec le groupe de black metal Revenge, et tournent en Europe avec Vader.
En 2004, ils publient Perdition Insanabilis et tournent en Europe avec Deicide,, et une nouvelle fois en 2005 avec Belphegor et In Aeternum. En 2007, le groupe publie un EP, Annunciation, et un album, Orthodoxyn, puis tournent en Europe avec Angelcorpse entre avril et mai 2008. Orthodoxyn, qui a mis plus d'un an à être réalisé, tire son titre de l'Orthodoxie du pécher, qui « correspond nettement à la façon de vivre du groupe » selon Deviant. 
Toxic H. et Azk.6 quittent le groupe au début de 2009 après leur tournée en Grèce. 
Le groupe est dissous quelque temps plus tard, avant d'être reformé par Deviant et Skvm en 2017 avec la sortie d'un EP, Passing the Nekromanteion.

## Style musical
La musique d'Arkhon Infaustus se concentre sur le metal extrême, caractérisé par la brutalité du death metal dans la voix et l'insalubrité du black metal dans le reste des instruments. Arkhon Infaustus est réputé pour évoluer dans un monde sataniste et sadomasochiste ce qui leur vaut la critique de nombreuses personnes[réf. nécessaire]. Leurs thèmes se concentrent aussi sur le satanisme, la perversion, et les drogues.

## Membres

### Membres actuels
- Dk. Deviant - voix, guitare, basse
- Skvm - batterie
- EsX - guitare

### Anciens membres
- Hellblaster - batterie (sur Hell Injection)
- Toxic H. - guitare[2]
- AZK.6 - batterie[2]
- Torturer - basse, voix

## Discographie
- 1998 : In Sperma Infernum (démo)
- 2000 : Dead Cunt Maniac (EP)
- 2001 : Hell Injection (album)
- 2003 : Filth Catalyst (album)
- 2004 : Perdition Insanabilis (album)
- 2007 : Annunciation (EP)
- 2007 : Orthodoxyn (album)
- 2017 : Passing The Nekromanteion (EP)